# No One Sings Like You Anymore, Vol. 1
Albums de Chris Cornell
Chris Cornell
(2018)
Singles
1. Patience
Sortie : 20 juillet 2020

No One Sings Like You Anymore, Vol. 1 est le cinquième album studio de Chris Cornell, sorti en 2020 à titre posthume.
Il se classe n°78 au Billboard 200.

## Présentation
Pendant l'enregistrement de l'album Higher Truth, Chris Cornell et le producteur-mixeur Brendan O'Brien avec qui il collabore depuis 1993, ont l'idée de cet album de reprises.
Enregistré à Los Angeles de janvier à avril 2016, l'album est composé de 10 reprises dont des titres de John Lennon, Janis Joplin, Prince. Il a été entièrement conçu par l'artiste qui joue de tous les instruments en compagnie de Brendan O'Brien,. D'après son épouse Vicky Cornell « Son choix de reprises donne un regard personnel sur ses artistes préférés et les chansons qui l'ont touché. Il avait hâte de le sortir ».
Pour Brendan O'Brien, l'album reste inachevé. D'autres séances d'enregistrement étaient prévues.
Le titre de l'album est extrait de la chanson Black Hole Sun que Chris Cornell a écrite pour son groupe Soundgarden en 1994, son plus grand succès.
L'album est disponible en streaming lors de sa sortie puis en version physique le 19 mars 2021.

### Titres
Le titre Patience des Guns N' Roses sort en single le 20 juillet 2020, en hommage au 56e anniversaire de Chris Cornell. Il est le 1re titre solo du chanteur à atteindre la 1re place du classement Mainstream Rock. Un clip est réalisé en hommage au chanteur.
Le titre Stay with Me (en) a été enregistré pour figurer tout d'abord dans la série télévisée Vinyl de Martin Scorsese et sur l'album Vinyl: The Essentials (Best of Season 1). « J’ai été très honoré d’être invité à enregistrer une version de «Stay With Me Baby» pour Vinyl. Je peux rendre hommage à Terry Reid, dont la version de la chanson est l'une de mes préférées depuis de nombreuses années, et faire partie d'une superbe bande-son avec un groupe d'artistes incroyable »
,,.
Chris Cornell intègre la chanson Nothing Compares 2 U de Prince rendue célèbre par Sinead O’Connor dans sa tournée acoustique de 2015-2016. Le lendemain de la mort de Prince, le 22 avril 2016, il lui rend hommage  en publiant sa reprise dans une version acoustique guitare-voix accompagnée d'un violoncelle. Le titre est enregistré sur l'album dans une version réorchestrée. 
La musique de Prince est la bande originale de l'univers émouvant et magnifique qu'il a créé, et nous avons tous eu le privilège de faire partie de ce monde incroyable. J'ai interprété sa chanson 'Nothing Compares 2 U' pour la première fois il y a quelques mois. Elle a une pertinence intemporelle pour moi et pratiquement pour tout le monde que je connais.
Malheureusement, maintenant ses propres paroles dans cette chanson ne pourraient pas être plus pertinentes qu'à ce moment-là, et je les chante maintenant avec révérence alors que je rends hommage à cet artiste sans égal qui a donné à toutes nos vies tant d'inspiration et a rendu le monde  beaucoup plus intéressant.

Tu vas nous manquer, Prince!!!
.
Chris Cornell interprète Sad Sad City lors de sa tournée acoustique en 2011-2012 et Jump Into The Fire avec son groupe Temple of the Dog lors de sa tournée en 2016. Nothing Compares 2 U et Stay with Me (en) sont présents sur la compilation Chris Cornell (en) sortie en 2018.
Le 22 décembre 2020, une vidéo de Watching the Wheels sort.

## Listes des titres
| No  | Titre                             | Auteur                                                           | Interprète(s)              | Durée |
| --- | --------------------------------- | ---------------------------------------------------------------- | -------------------------- | ----- |
| 1.  | Get It While You Can              | Jerry Ragovoy, Mort Shuman                                       | Janis Joplin               | 3:22  |
| 2.  | Jump into the Fire (en)           | Harry Nilsson                                                    | Harry Nilsson              | 3:35  |
| 3.  | Sad Sad City                      | Aaron Behrens, Thomas Turner                                     | Ghostland Observatory (en) | 3:49  |
| 4.  | Patience                          | Axl Rose, Saul Hudson, Duff McKagan, Izzy Stradlin, Steven Adler | Guns N' Roses              | 4:13  |
| 5.  | Nothing Compares 2 U              | Prince                                                           | The Family (en)            | 4:12  |
| 6.  | Watching the Wheels               | John Lennon                                                      | John Lennon                | 3:14  |
| 7.  | You Don't Know Nothing About Love | Jerry Ragovoy                                                    | Carl Hall (en)             | 3:04  |
| 8.  | Showdown                          | Jeff Lynne                                                       | Electric Light Orchestra   | 3:23  |
| 9.  | To Be Treated Rite                | Terry Reid                                                       | Terry Reid                 | 3:22  |
| 10. | Stay with Me (en)                 | Jerry Ragovoy, George David Weiss (en)                           | Lorraine Ellison           | 3:22  |

## Distinctions

### Nominations
- Grammy Awards 2022 :
  - Meilleur album rock pour No One Sings Like You Anymore, Vol. 1
  - Meilleure prestation rock pour Nothing Compares 2 U[15].